# Costa Rica op de Olympische Zomerspelen 1992
Costa Rica nam deel aan de Olympische Zomerspelen 1992 in Barcelona, Spanje. De ploeg, bestaande uit elf mannen en vijf vrouwen, won geen enkele medaille.

## Deelnemers en resultaten

### Atletiek
| Olympiër            | Discipline      | Resultaat | Prestatie                                         |
| ------------------- | --------------- | --------- | ------------------------------------------------- |
| Henry Daley Colphon | 100m (m)        | 66e       | serie 3: 8ste in 11,11                            |
| Alex Foster         | 200m (m)        | 70e       | serie 5: 7de in 22,47                             |
| Alex Foster         | 400m (m)        | 59e       | serie 2: 7de in 48,80                             |
| José Luis Molina    | 5000m (m)       | 41e       | serie 2: 10de in 14.09,22                         |
| Miguel Ángel Vargas | 10000m (m)      | 42e       | serie 1: 20ste in 30.13,06                        |
| Alex Foster         | 400m horden (m) | 44e       | serie 7: 7de in 52,93                             |
| Luis López          | marathon (m)    | 65e       | 2:30.26                                           |
|                     |                 |           |                                                   |
| Zoila Stewart       | 100m (v)        | 44e       | serie 6: 7de in 12,12                             |
| Zoila Stewart       | 200m (v)        | 33e       | serie 2: 7de in 24,64                             |
| Zoila Stewart       | 400m (v)        | 26e       | serie 3: 6de in 53,72 kwartfinale 4: 7de in 53,60 |
| Vilma Peña          | marathon (v)    | 33e       | 3:03.34                                           |

### Boogschieten
| Olympiër         | Discipline      | Resultaat | Prestatie                              |
| ---------------- | --------------- | --------- | -------------------------------------- |
| Patricia Obregon | individueel (v) | 57e       | plaatsingsronde: 57ste met 1164 punten |

### Kanovaren
| Olympiër             | Discipline | Resultaat | Prestatie |
| Slalom               | Slalom     | Slalom    | Slalom    |
| -------------------- | ---------- | --------- | --------- |
| Gabriel Álvarez      | K-1 (m)    | 44e       | 301,02    |
| Joaquin García       | K-1 (m)    | 41e       | 169,14    |
| Ferdinand Steinvorth | K-1 (m)    | 43e       | 191,11    |
|                      |            |           |           |
| Gilda Montenegro     | K-1 (v)    | 26e       | 640,27    |

### Schermen
| Olympiër        | Discipline | Resultaat | Prestatie                                   |
| --------------- | ---------- | --------- | ------------------------------------------- |
| Esteban Mullins | sabel (m)  | 39e       | 1ste ronde groep 3: 6de met 0 overwinningen |

### Schietsport
| Olympiër       | Discipline | Resultaat | Prestatie                                              |
| -------------- | ---------- | --------- | ------------------------------------------------------ |
| Alvaro Guardia | skeet      | 39e       | kwalificatie: 51ste met 140 punten (24-23-22-24-25-22) |

### Zwemmen
| Olympiër    | Discipline       | Resultaat | Prestatie                                             |
| ----------- | ---------------- | --------- | ----------------------------------------------------- |
| Silvia Poll | 100m rugslag (v) | 15e       | serie 6: 4de in 1.02,88 (NR) finale B: 7de in 1.03,57 |
| Silvia Poll | 200m rugslag (v) | 7e        | serie 4: 2de in 2.11,66 (NR) finale: 7de in 2.12,97   |

Albanië · Algerije · Amerikaanse Maagdeneilanden · Amerikaans-Samoa · Andorra · Angola · Antigua en Barbuda · Argentinië · Aruba · Australië · Bahama's · Bahrein · Bangladesh · Barbados · België · Belize · Benin · Bermuda · Bhutan · Bolivia · Bosnië en Herzegovina · Botswana · Brazilië · Britse Maagdeneilanden · Bulgarije · Burkina Faso · Canada · Centraal-Afrikaanse Republiek · Chili · China · Chinees Taipei · Colombia · Congo-Brazzaville · Cookeilanden · Costa Rica · Cuba · Cyprus · Denemarken · Djibouti · Dominicaanse Republiek · Duitsland · Ecuador · Egypte · El Salvador · Equatoriaal-Guinea · Estland · Ethiopië · Fiji · Filipijnen · Finland · Frankrijk · Gabon · Gambia · Gezamenlijk team · Ghana · Grenada · Griekenland · Groot-Brittannië · Guam · Guatemala · Guinee · Guyana · Haïti · Honduras · Hongarije · Hongkong · Ierland · IJsland · India · Indonesië · Irak · Iran · Israël · Italië · Ivoorkust · Jamaica · Japan · Jemen · Jordanië · Kaaimaneilanden · Kameroen · Kenia · Koeweit · Kroatië · Laos · Lesotho · Letland · Libanon · Libië · Liechtenstein · Litouwen · Luxemburg · Madagaskar · Malawi · Malediven · Maleisië · Mali · Malta · Marokko · Mauritanië · Mauritius · Mexico · Monaco · Mongolië · Mozambique · Myanmar · Namibië · Nederland · Nederlandse Antillen · Nepal · Nicaragua · Nieuw-Zeeland · Niger · Nigeria · Noord-Korea · Noorwegen · Oeganda · Oman · Oostenrijk · Pakistan · Panama · Papoea-Nieuw-Guinea · Paraguay · Peru · Polen · Portugal · Puerto Rico · Qatar · Roemenië · Rwanda · Saint Vincent‑Grenadines · Salomonseilanden · Samoa · San Marino · Saoedi-Arabië · Senegal · Seychellen · Sierra Leone · Singapore · Slovenië · Soedan · Spanje · Sri Lanka · Suriname · Swaziland · Syrië · Tanzania · Thailand · Togo · Tonga · Trinidad en Tobago · Tsjaad · Tsjecho-Slowakije · Tunesië · Turkije · Uruguay · Vanuatu · Venezuela · Verenigde Arabische Emiraten · Verenigde Staten · Vietnam · Zaïre · Zambia · Zimbabwe · Zuid-Afrika · Zuid-Korea · Zweden · Zwitserland · Onafhankelijke olympische deelnemers